# Ālāsaqqal
Ālāsaqqal (persiska: آلاسقّل, Ālāsaqal) är en ort i Iran.   Den ligger i provinsen Västazarbaijan, i den nordvästra delen av landet, 400 km väster om huvudstaden Teheran. Ālāsaqqal ligger 1 723 meter över havet och antalet invånare är 261.
Terrängen runt Ālāsaqqal är kuperad åt nordväst, men åt sydost är den platt. Ālāsaqqal ligger nere i en dal. Runt Ālāsaqqal är det ganska tätbefolkat, med 78 invånare per kvadratkilometer. Närmaste större samhälle är Takāb, 11,4 km sydost om Ālāsaqqal. Trakten runt Ālāsaqqal består i huvudsak av gräsmarker.